# WOO! GO!
『WOO! GO!』（ウー! ゴー!）は、新しい学校のリーダーズのデジタル配信シングル。2022年4月15日にリリースされた。

## 概要
作曲は昨年リリースの楽曲「Freaks」以来約1年ぶりにyonkeyが起用された。
リリース日と同日に始動した学生塾「NIKE塾」とのタイアップにより、ミュージック・ビデオでは授業や勉強の合間にリフレッシュする事が念頭に置かれ、生徒たちがメンバーの動きに合わせて体を動かし、集中力を取り戻す様子が描かれている。動画には堀米雄斗、RIEHATA、ゆりやんレトリィバァらが出演している。
オンラインシューティングゲーム『フォートナイト』にて、2023年3月10日より開始の新シーズンローンチトレーラーテーマソングに使用された。
ライブでの振り付けは、両手を挙げてナイキのロゴマークに見立てたポーズが随所に挿入されている。